# Osogbo
Osogbo —també Oṣogbo, rarament Oshogbo— és la ciutat capital de l'estat d'Osun. Osogbo ciutat és la seu de l'àrea de govern local o LGA (a l'àrea Oke Baale de la ciutat) i la seu de l'Àrea de Govern Local d'Olorunda (a l'àrea Igbonna de la ciutat). És a uns 88 quilòmetres al nord-est per carretera d'Ibadan, a 100 quilòmetres al sud per carretera d'Ilorin i a 115 quilòmetres al nord-oest d'Akure; Osogbo comparteix frontera amb les LGA d'Ikirun, Ilesa, Ede, Egbedore i Iragbiji i és fàcilment accessible des de qualsevol part de l'estat a causa de la seva posició central. Està també a aproximadament 48 km d'Ife, 32 km d'Ilesa, 46 km d'Iwo, 48 km d'Ikire i 46 km d'Ila-Orangun. La ciutat té una població d'aproximadament 156.694 persones, segons el cens de 2006.

## Infraestructura i demografia
Osogbo es troba en la línia de ferrocarril de Lagos a Kano. És coneguda per l’Osogbo School of Art i per l’Oja Oba Market, que fou l'anterior palau de l'oba (rei), a tocar de la Gran Mesquita d'Osogbo.
Osogbo és el centre de comerç d'una regió agrícola. Nyams, mandioca, gra, i el tabac són els productes destacats. El cotó hi creix i és utilitzat per tramar tela. És també seu de diversos hotels i té un estadi de futbol amb una capacitat de 10.000 persones on juga un equip de segona divisió de la lliga professional.
La major part de la població són membres del grup ètnic ioruba. El 1988, aproximadament el 27% de la població estava ocupada en l'agricultura de manera primària, 8% eren comerciants i aproximadament 30% empleats i mestres.

## Cultura

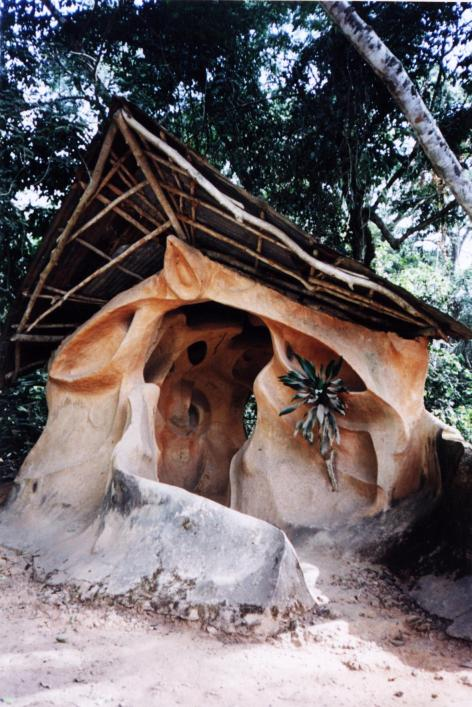
Un de les 40 capelles dedicades a Ọṣun (la deessa ioruba de l'amor) a la Cova Sagrada Osun-Osogbo

Osogbo, de vegades anomenada "Ilu Aro" (Casa dels tenyidors), és un centre de tintura important. La indústria tradicional és una de les més importants d'Osogbo. Un nombre representatiu de les indústries existents van començar a desenvolupar-se després de la independència, notablement els establiments en petita escala dedicats al tèxtil, l'escuma, i el llapis. Osogbo va esdevenir un centre de desenvolupament industrial important pel govern de Nigèria durant els anys 1970.
Osogbo fou el lloc d'origen de l'actor i dramaturg Duro Ladipo i de l'erudit musulmà Sheikh Adelabu.
A més, s'hi celebra el festival anual Osun-Osogbo, al llarg del riu Osun. El festival se centra al voltant de la cova sagrada de la deessa Ọsun, i és un lloc que forma part del Patrimoni de la Humanitat de la UNESCO,

## Història
Segons la tradició, a Ipole Omu van regnar set governants abans d'Olarooye, en la successió següent:
- Adefokanbale
- Aikanya
- Ogbogba
- Saso
- Luberin
- Laege – (àlies Adetuturinrin) pare de Lajomo i de Olarooye
- Lajomo
- Olarooye

Diu el mite que, durant el regnat d'Oba Olarooye a Ipole, la vida esdevingué insuportable a causa de sequeres incessants. El poble ipole estava molt decebut, preocupat i incòmode per les seves pèrdues que implicaven tant en les seves granges, afectant els éssers humans i els animals domèstics. L'Oba Olarooye estava preocupat per la situació d'Ipole Omu. Va buscar solucions d'emergència per aturar les inevitables i incomptables pèrdues i va ordenar al millor caçador d'Ipole, de nom Timehin, i als seus companys d'anar en expedició i buscar pastures més verdes. Timehin i els altres caçadors van entomar el repte i van marxar a la recerca d'un lloc millor per a la població. L'expedició va descobrir el riu Osun on es va fundar Osogbo.
La tradició ioruba diu que moltes persones fugint de la invasió dels fulanis es van establir a Osogbo després de la caiguda de l'antiga Oyo (ciutat de Nigèria). Com a resultat, Osogbo va augmentar la població en gran part a causa de la migració des d'altres ciutats iorubes.
Buscant un lloc més obert que una arbreda i en una ubicació més central, Olarooye i el seu poble van abandonar el seu poblament, incloent el mercat que començava a aparèixer, i es van traslladar a Ode-Osogbo. A Ode-Osogbo, Olarooye va construir el seu nou palau, l'actual Idi-Osun, mentre Timehin va construir la capella d'Ogun ara coneguda com a Idi-Ogun. Des de llavors, Osogbo s'ha mantingut en funcionament com a centre econòmic.

## Llista de reis tradicionals (Ataoja)
L’Ataoja d'Osogbo és el governant tradicional, i porta el títol d'Oba. La següent és la llista dels Ataoja d'Osogbo, amb les dates dels seus mandats:
- Oba Larooye Gbadewolu, cap al 1760.
- Oba Sogbodede, cap al 1780.
- Aina Serebu, 1780-1810.
- Abogbe (regent, va regnar però no va assumir el títol d'Ataoja), 1810-1812.
- Obodegbewale (regent), 1812-1815.
- Oba Lahanmi Oyipi, 1815-1840.
- Oba Ojo Adio Okege, 1840-1854.
- Oba Oladejobi Oladele Matanmi I, 1854-1864.
- Oba Fabode.Durosinmi Ogunnike, 1864-1891.
- Oba Bamigbola Alao, 1891-1893.
- Oba Ajayi Olosunde Oyetona, 1893-1903.
- Oba Atanda Olukeye Olugbeja Matanmi II, 1903-1917.
- Oba Kofoworola Ajadi Latona I, 1918-1920.
- Oba Alabi Kolawole, 1920-1933.
- Oba Samuel Oyedokun Latona II, 1933-1943.
- Oba Samuel Adeleye Adenle jo, 1944-1975.
- Oba Iyiola Oyewale Matanmi III, 1976-2010.[7]